# 小田部亜弥
小田部 亜弥（おたべ あや、1975年6月22日 - ）は日本の女優・歌手。所属していた事務所はマエハラオフィス（1993年当時）。本名、小田部 彩。女優活動期間は、1989年〜1993年まで。

## 来歴・人物
千葉県出身。1990年、松竹映画『ラスト・フランケンシュタイン』の娘役に応募、約1500人の中から選ばれてデビュー。
趣味は一人芝居、ピアノ。

## 出演

### テレビドラマ
- 土曜ワイド劇場「女弁護士 朝吹里矢子12」（1991年、テレビ朝日） - 相馬有里役
- 東芝日曜劇場「そよ風ときにはつむじ風」（1992年、TBS） - フキ役
- 東芝日曜劇場「そよ風ときにはつむじ風②」（1993年、TBS） - フキ役
- 金曜エンタテイメント「怪談 KWAIDAN II 長良屋お園の怪」（1993年、フジテレビ） - お民役
- 東海テレビ制作昼の帯ドラマ「ラスト・フレンド」（1993年、東海テレビ） - 井上由香里役
- 土曜ワイド劇場「旅役者葵長五郎」（1995年、テレビ朝日） - 竹内ゆり役

### 映画
- 「ラスト・フランケンシュタイン」（1991年松竹）-三枝舞役

### バラエティ
- イチオシ（時期不明、テレビ東京） - レギュラー出演
- アイドル共和国（1989年-1991年、テレビ朝日）-アイドルギャルズメンバー

### コンテスト
- アイドル共和国 ザ・オーディション〜番組アシスタントグループ『アイドルギャルズ』の一員へ（1989年）
- 東鳩オールレーズンプリンセスコンテスト・プリティ賞受賞（1989年）
- ミス・ジュニア・日本・グランプリ（1989年）
- 映画「ラストフランケンシュタイン」ヒロインオーディション（1989年）

## CD
- 愛を信じて（小田部亜弥 with Mistyとして・2001年08月22日バップ）